# Стэншолл, Вивиан
Вив Стэншолл (Viv, Vivian Stanshall; наст. имя — Виктор Энтони Стэншолл, 21 марта 1943 года — 5 марта 1995 года) — британский музыкант, певец, автор песен, наибольшую известность получивший как фронтмен Bonzo Dog Doo-Dah Band, одного из самых необычных коллективов британского экспериментального рока, сумевшего соединить в своём творчестве идеи и принципы музыкальной комедии и дадаизма. Стэншолл, обладатель яркого комедийного таланта, которого Джон Пил назвал «придворным шутом британского андеграунда», был истинным британским эксцентриком — на сцене и в жизни.

## Биография
Виктор Энтони Стэншолл родился 21 марта 1943 года в Оксфордшире (Шиллингфорде, как утверждала мать, в Уолтемстоу по отцовской версии). Сам Вивиан говорил, что был «эвакуирован из Ист-Энда», но не мог сказать точно, до или после появления на свет. Определённо известно, что его мать Эйлин (1911—1999) действительно перебралась из Уолтемстоу в Оксфордшир, где юный Виктор и провёл раннее детство; его отец, также Виктор (наречённый Вивианом, но имя изменивший; 1909—1990) служил в Королевской авиации (RAF). Позже Вив Стэншолл не раз говорил, что время, проведённое в Шиллингфорде, было счастливейшим в его жизни.
По окончании войны отец вернулся, семья переехала в Уолтемстоу и это означало сына с матерью конец счастливой жизни. Сыграли свою роль не столько сложность характера Стэншолла-старшего (которому были свойственный строгость и вместе с тем претенциозность), но также и появление брата Марка, родившегося в 1949 году, отношения с которым у Вива не сложились.
В художественном училище, где преподавателем его был ставший известным впоследствии художник Питер Блейк (оформивший, в частности, обложку альбома Sgt. Pepper’s), Стэншолл вместе с товарищем по группе Ларри Смитом и Родни Слейтером (с которым снимал квартиру) образовал в 1962 году The Bonzo Dog Dada Band. Коллектив, вскоре сокративший название до The Bonzo Dog Band, стал ведущим в жанре сатирико-комедийного рока, собрал множество восторженых рецензий критиков, отметивших, в числе прочего, уникальную эклектику стилистики. Из-за творческих разногласий Bonzo Dog Band распались в 1970 году.

## Смерть
6 марта 1995 года Стэншолл был найден мертвым в своей квартире в Масвелл-Хилл, Лондон. Его частная панихида состоялась в крематории Голдерс-Грин на севере Лондона. Несколько дней спустя в церкви Святого Патрика на Сохо-сквер состоялась его поминальная служба.

## Наследие
После смерти Стэншолла Крис Уэлш написал в статье The Independent: «Стэншолл, которого некоторые считали диким эксцентриком и могущественной личностью, которая могла быть одновременно очаровательной и устрашающей, был слишком крупной фигурой даже для музыкального бизнеса ... Ему нужен был продюсер, чтобы направить его энергию, но он всегда хотел оставаться сам себе боссом, перенеся слишком много унижений в своем раннем опыте в музыкальном бизнесе». 
Нил Иннес назвал его «национальным достоянием».  

## Дискография

### Сольные альбомы
- Men Opening Umbrellas Ahead (1974)
- Sir Henry at Rawlinson End (1978)
- Teddy Boys Don't Knit (1981)
- Sir Henry at Ndidi's Kraal (1984)